# Leinburg

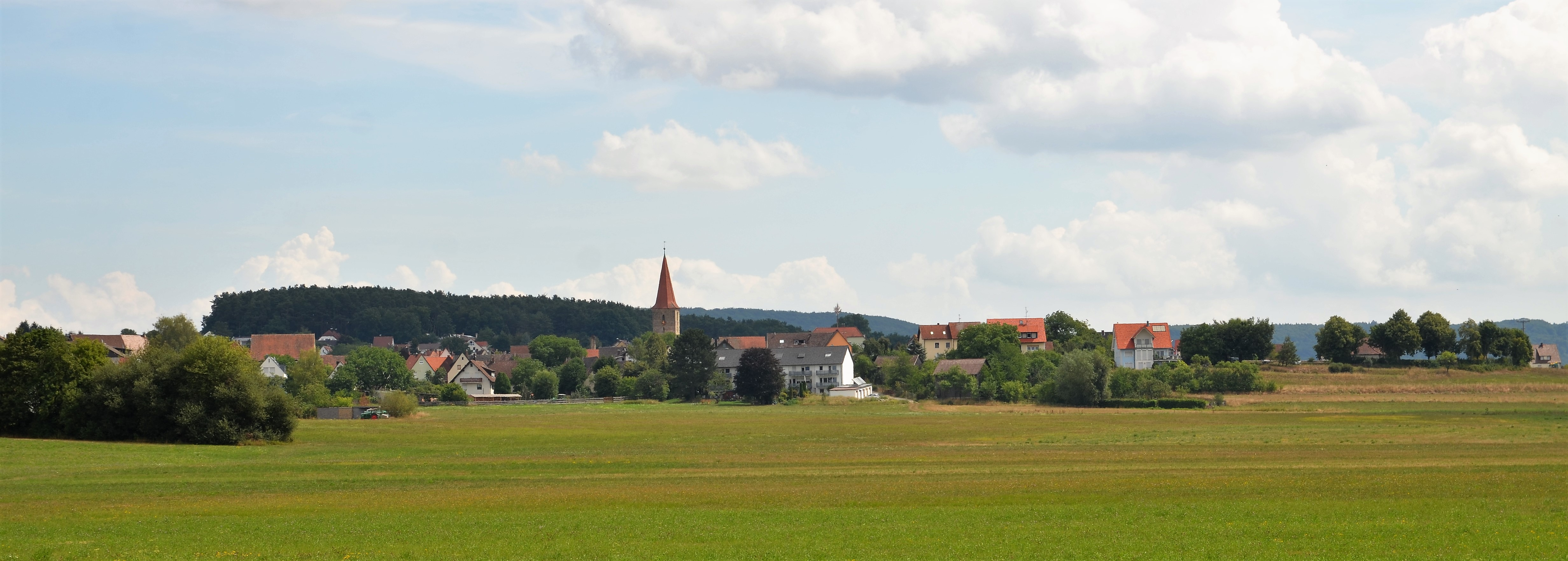
Blick auf Leinburg aus südöstlicher Richtung

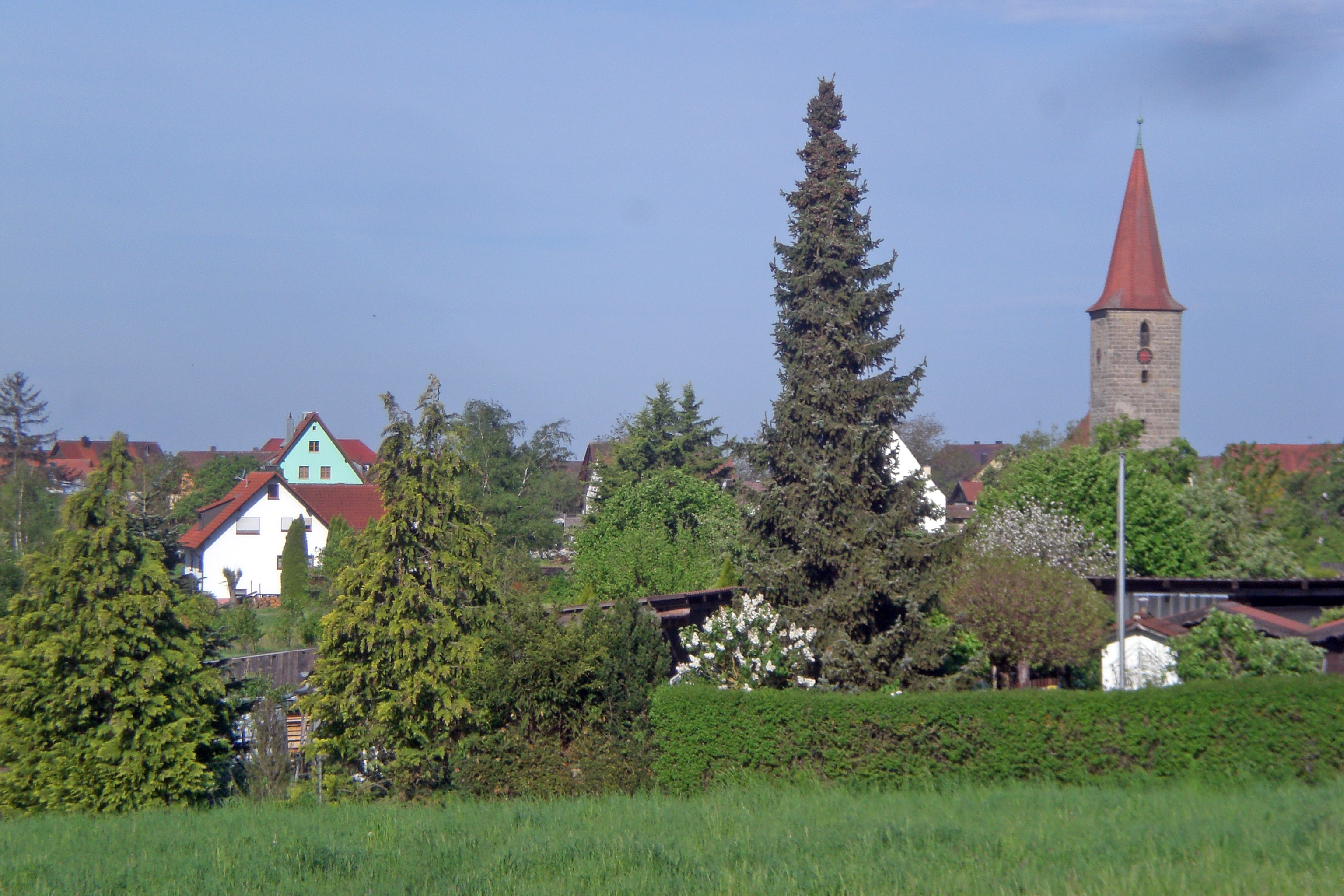
Blick auf Leinburg aus östlicher Richtung (2024)

Leinburg ist eine Gemeinde im mittelfränkischen Landkreis Nürnberger Land.

## Geografie

### Geografische Lage
Leinburg liegt etwa 20 Kilometer östlich von Nürnberg entfernt, direkt am Moritzberg (Frankenalb), einem Ausläufer des Fränkischen Juras. Der Moritzberg mit 603 m ist die höchste Erhebung im weiteren Umkreis. Der Haidelbach entspringt südlich des Gemeindeteils Entenberg am Nordabhang des 588 m ü. NHN hohen Berges Balcher im Waldgebiet Langes Ried und durchfließt anschließend fast das gesamte Gemeindegebiet von Ost nach West.

### Gemeindegliederung

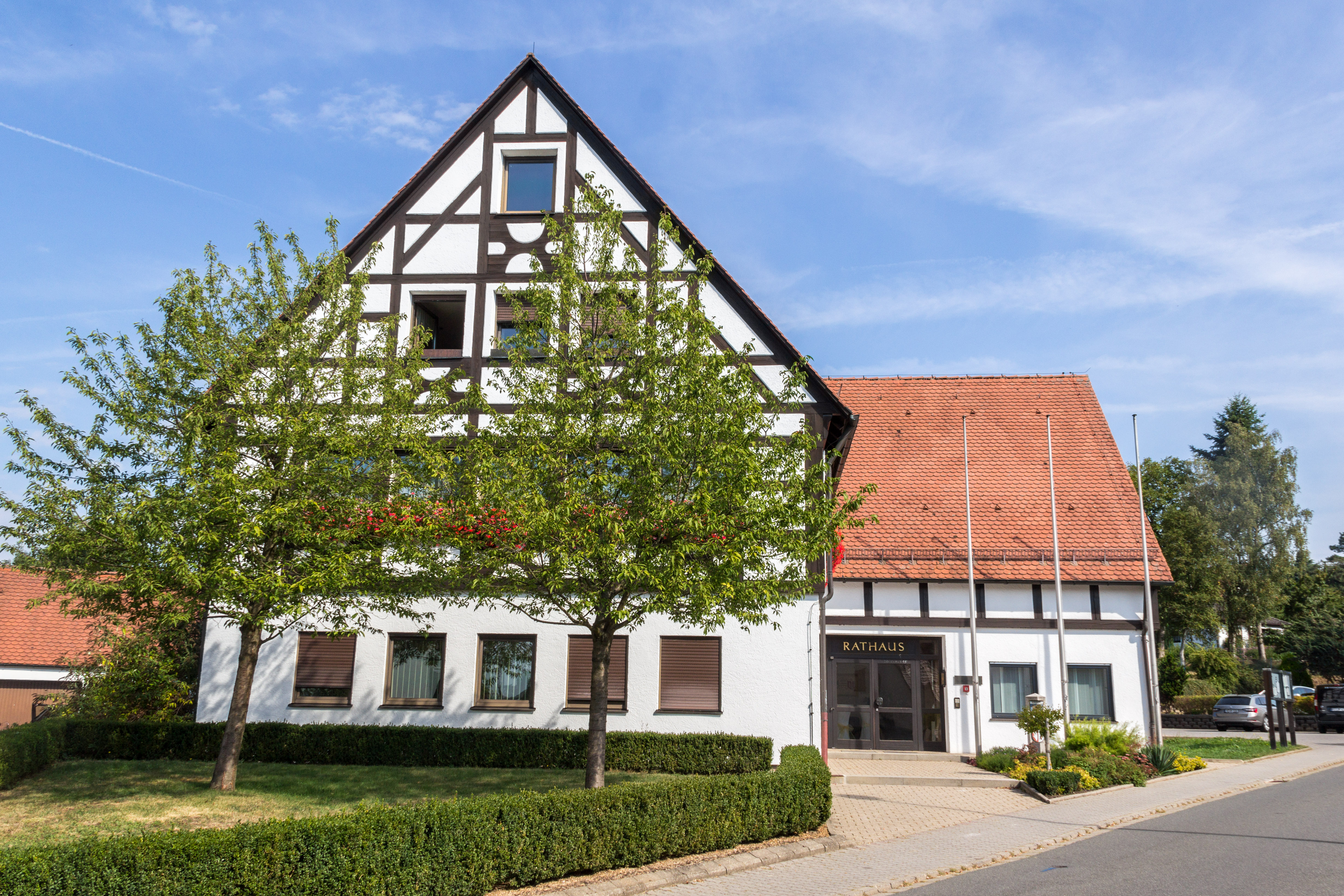
Rathaus Leinburg, 2016

Die Gemeinde hat 17 Gemeindeteile (in Klammern ist der Siedlungstyp angegeben):
- Diepersdorf (Dorf)
- Entenberg (Pfarrdorf)
- Ernhofen (Dorf)
- Fuchsmühle (Einöde)
- Gersberg (Dorf)
- Gersdorf (Dorf)
- Heiligenmühle (Einöde)
- Leinburg (Pfarrdorf)
- Oberhaidelbach (Dorf)
- Pötzling (Dorf)
- Pühlhof (Weiler)
- Reuth (Weiler)
- Scheerau (Weiler)
- Unterhaidelbach (Dorf)
- Weihersberg (Dorf)
- Weißenbrunn (Dorf)
- Winn (Dorf)

Forsthaus und Krämersweiher sind weitere Orte, jedoch keine amtlich benannten Gemeindeteile. Die Einöden Obermühle und Roesmühle sind mittlerweile abgebrochen.
Es gibt auf dem Gemeindegebiet die Gemarkungen Brunn (Gemarkungsteil 0), Diepersdorf, Entenberg, Gersdorf, Leinburg (Gemarkungsteil 0), Oberhaidelbach, Unterhaidelbach und Weißenbrunn. Die Gemarkung Leinburg liegt teilweise auch auf dem gemeindefreien Gebiet Leinburg. Sie hat eine Fläche von 8,453 km² und ist in 2178 Flurstücke aufgeteilt, die eine durchschnittliche Flurstücksfläche von 3880,86 m² haben. In ihr liegen neben dem namensgebenden Ort die Gemeindeteile Fuchsmühle und Heiligenmühle.

### Nachbargemeinden
Nachbargemeinden sind (im Norden beginnend im Uhrzeigersinn): Lauf an der Pegnitz, Ottensoos, Engelthal, Offenhausen, Altdorf bei Nürnberg, Röthenbach an der Pegnitz.

## Geschichte

### Name
Der Name des Ortes könnte auf die lokale Leinenherstellung und den damit verbundenen Flachsanbau hindeuten, welcher in der Vergangenheit an den Hängen des Moritzberges betrieben wurde.

### Exulanten
Leinburg wurde nach dem Dreißigjährigen Krieg zur neuen Heimat zahlreicher Exulanten aus Österreich, die wegen ihres evangelischen Bekenntnisses auswandern mussten.

### Eingemeindungen
Am 1. Juli 1971 wurde die Gemeinde Unterhaidelbach mit deren Gemeindeteilen Weihersberg und Pühlhof eingegliedert.
Folgende sechs bis zur Gebietsreform in Bayern selbstständige Gemeinden gingen am 1. Mai 1978 mit ihren jeweiligen Gemeindeteilen in der neuen Einheitsgemeinde auf:
- Leinburg mit den Gemeindeteilen Heiligenmühle, Fuchsmühle, Krämersweiher und Forsthaus
- Diepersdorf ist der größte Gemeindeteil der Gemeinde und wurde 1079 erstmals erwähnt, als König Heinrich IV. dem Dienstmann Ebbo Dieprehdesdorf schenkte. Ein Gemeindeteil der früheren Gemeinde Diepersdorf war der Weiler Scheerau.
- Entenberg
- Gersdorf, dessen erste Erwähnung in einer Urkunde der Burggrafen von Nürnberg im Jahre 1265 nachgewiesen ist. Im 12. Jahrhundert stand der Ort unter der Herrschaft der Staufer, dann unter dem Herzog von Bayern und dem Markgrafen von Brandenburg, der gleichzeitig Burggraf von Nürnberg war. Zur Reichsstadt Nürnberg gehörte Gersdorf im 15. Jahrhundert. Für den Namen des Ortes gibt es mehrere Deutungen, so könnte er vom höchsten Gipfel des Nonnenbergs, dem Geierstein, aber auch von dem früheren Anbau von Gerste abgeleitet sein. Zur früheren Gemeinde Gersdorf gehörten Reuth (kleiner Ort mit rund 20 Einwohnern am Nordhang des 539 Meter hohen Reuther Berges; erste urkundliche Erwähnung im 13. Jahrhundert), Pötzling und Gersberg.
- Oberhaidelbach
- Weißenbrunn mit den Gemeindeteilen Winn und Ernhofen

### Einwohnerentwicklung
- 1939: 2770 Einwohner
- 1950: 3720 Einwohner
- 1961: 3649 Einwohner
- 1970: 4365 Einwohner
- 1975: 4875 Einwohner
- 1988: 5605 Einwohner
- 1991: 5767 Einwohner
- 1995: 6207 Einwohner
- 2005: 6464 Einwohner
- 2010: 6412 Einwohner
- 2015: 6521 Einwohner

## Politik

### Bürgermeister
Erster Bürgermeister ist seit 1. Mai 2020 Thomas Kraußer (CSU).
Die bisherigen (Ersten) Bürgermeister von Leinburg (seit der Gebietsreform) waren:
- 1978–1987: Konrad Oberst (FWG)
- 1987–2005: Alfred Allgeyer (CSU)
- 2005–2020: Joachim Lang (FWG)
- seit 2020: Thomas Kraußer

### Gemeinderat
Der Gemeinderat besteht aus 20 Gemeinderäten.
|      | CSU | SPD | FWG | AfD | Gesamt   |
| 2020 | 7   | 6   | 6   | 1   | 20 Sitze |
| 2014 | 6   | 7   | 7   |     | 20 Sitze |
| 2008 | 6   | 6   | 8   |     | 20 Sitze |
| 2002 | 7   | 5   | 8   |     | 20 Sitze |

(Stand: Kommunalwahl am 15. März 2020)

### Wappen
| Wappen Gde. Leinburg | Blasonierung: „Geteilt; oben in blau ein gekrönter halber goldener Jungfrauenadler, unten in Silber eine grüne Hopfenranke mit sieben halbkreisförmig angeordneten Dolden und einem Blatt.“ |
| Wappen Gde. Leinburg | Wappenbegründung: Der Jungfrauenadler ist dem Großen Wappen der Stadt Nürnberg entnommen und weist auf die Zugehörigkeit des Gemeindegebiets zur Reichsstadt Nürnberg. Die sieben Hopfendolden repräsentieren die sieben Orte in der Gemeinde Leinburg und erinnern zugleich an den einst weit verbreiteten Hopfenanbau im Gemeindegebiet. Dieses Wappen wird seit 1986 geführt. |

### Gemeindepartnerschaften
In der Diepersdorfer Turnhalle wurde am 25. Oktober 1986 der Partnerschaftsvertrag mit Wartberg an der Krems in Österreich unter Anwesenheit des Landrats Klaus Hartmann, Bürgermeister Konrad Oberst und Bürgermeister Franz Dopf unterschrieben.

## Kultur und Sehenswürdigkeiten

### Brauerei

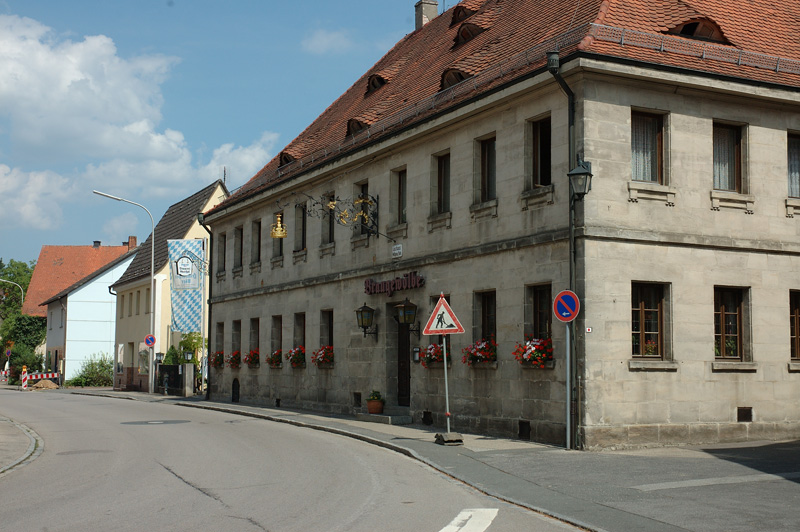
Die Leinburger Brauerei mit dem Brauereigasthof Bub „bei Belle“

Seit 1617 wird in der Brauerei Bub Bier gebraut.

### Kirchen

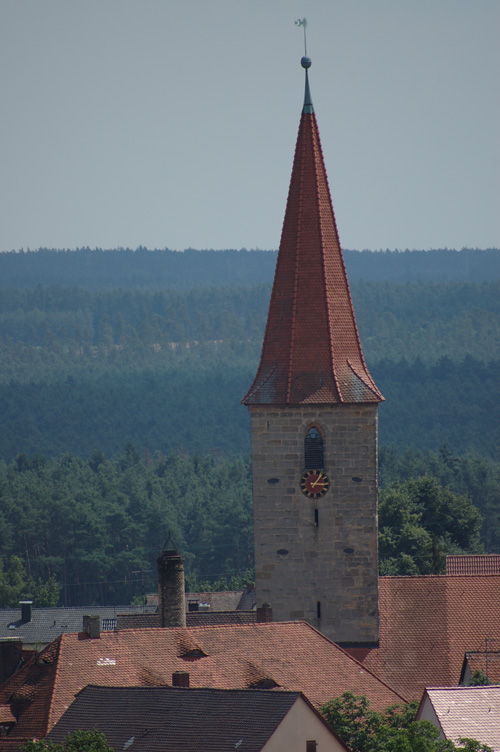
Der Leinburger Kirchturm St. Leonhard

- Evangelisch-lutherische Pfarrkirche St. Leonhard in Leinburg.
- Katholische Kirche St. Joseph in Leinburg.
- Evangelisch-lutherische Pfarrkirche St. Peter und Paul in Entenberg.

### Dialekte
In Leinburg wird Fränkisch gesprochen.

### Bäder
Im Leinburger Ortsteil Weißenbrunn gibt es ein Naturbad, dessen Wasserzulauf der östlich des Ortes entspringende Bach Berglesgraben ist. Das Bad wurde 2011 aufwendig saniert und naturnah gestaltet.

### Schutzgebiete

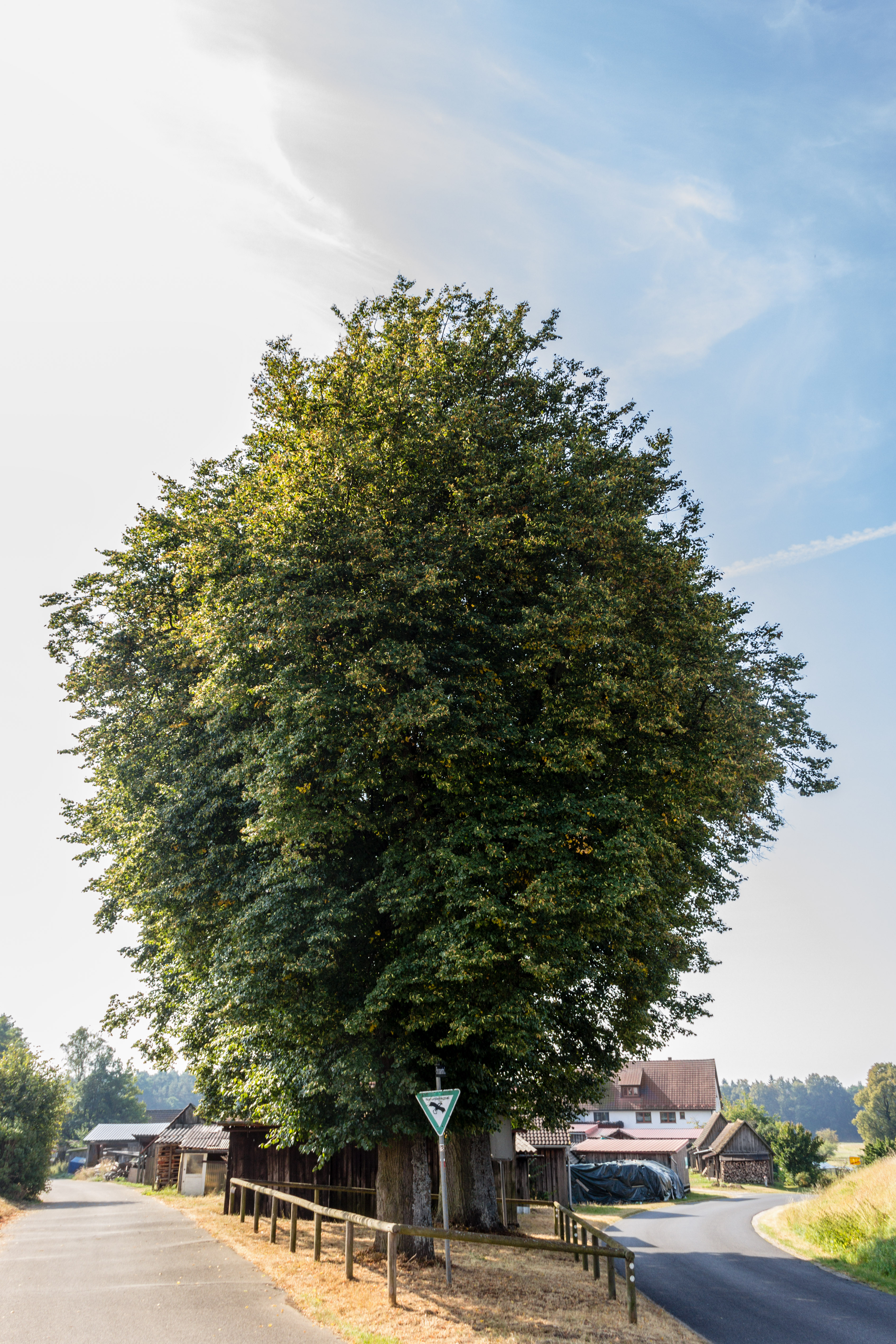
Naturdenkmal, Zwei Holzplatzlinden

Auf dem Gemeindegebiet befinden sich zwei geschützte Landschaftsbestandteile (Diepersdorfer Anger und Kirchloher Anger) und sechs Naturdenkmäler.
Südlich von Leinburg liegt das größte im Nürnberger Land befindliche Naturschutzgebiet Flechten-Kiefernwälder südlich Leinburg.

### Sonstiges
Das Tal und der gleichnamige Bach Ursprung liegen südlich von Fuchsmühle.

## Regelmäßige Veranstaltungen
- Zur Leinburger Kirchweih tanzen traditionsgemäß junge Paare den Kirwabaum aus (Kirwaverein Leinburg). Dabei treten „Plotzknecht“ und „Betz“ auf. Kirchweihen finden auch in Weißenbrunn, Entenberg, Gersdorf und Diepersdorf statt.
- Die Freiwillige Feuerwehr Leinburg veranstaltet jedes Jahr zum 1. Mai das Maibierfest vor dem Feuerwehrhaus. Traditionell gibt es dort deftige fränkische Spezialitäten.
- In Unterhaidelbach organisiert die Freiwillige Feuerwehr Unterhaidelbach jedes Jahr in der dritten Juliwoche ein Roßeichenfest unter der Friedenslinde.
- In Leinburg und in den einzelnen Ortsteilen finden zur Sonnenwende verschiedene Sonnwendfeiern statt.

## Wirtschaft und Infrastruktur

### Verkehr
Die Gemeinde liegt zwischen den Städten Lauf, Altdorf und Hersbruck. Die Autobahnen A 6 und A 9 umschließen Leinburg im Süden und Nordwesten und bieten über die Anschlussstellen Altdorf-Leinburg bzw. Lauf Zugang zum Fernstraßennetz. Die Staatsstraße 2240 verbindet Lauf und Altdorf, wobei sie zu einem großen Teil auf Leinburger Gebiet verläuft. Auf der Höhe von Winn zweigt die St 2404 nach Hersbruck ab. Während so mehr als die Hälfte der Leinburger Gemeindeteile an oder nahe bei einer Staatsstraße liegen, werden einige kleinere Ortschaften wie Weihersberg oder die Scheerau durch untergeordnete Straßen erschlossen.
Leinburg hat weder eine Bahnlinie noch einen Bahnhof aufzuweisen. Linienbusse fahren zur S-Bahn in Röthenbach und Altdorf.

### Gesundheit
In Leinburg und Diepersdorf befinden sich drei allgemeinärztliche Praxen, z. T. mit internistischer Ausrichtung. Je ein Zahnarzt hat sich in Leinburg, Diepersdorf und Gersdorf niedergelassen. Weitere Fachärzte finden sich nicht im Gemeindegebiet, jedoch in den umliegenden Städten.

## Öffentliche Einrichtungen

### Schulen
Bereits 1720 wurde im Bauernhaus des Schusters Reizmann, der auch Schulhalter war, Unterricht erteilt. Das alte, noch erhaltene Schulhaus an der Haimendorfer Straße wurde im Jahre 1868 erbaut. Dort ist jetzt eine Physiotherapie- und eine Massagepraxis untergebracht. In unmittelbarer Nähe wurde im Jahre 1911 ein neues Schulhaus gebaut, das 1966 erneuert wurde. 1977 wurde eine Schulturnhalle errichtet, 1990 ein weiteres Schulhaus angebaut und 1997 die Dreifach-Sporthalle eingeweiht. Ein weiterer Schulhausneubau, die Renovierung der alten Gebäude, und die Einrichtung des neuen Schulhofes erfolgten 2001/2002.

### Freiwillige Feuerwehren
Die Freiwillige Feuerwehr Leinburg ist als Stützpunktwehr eine der größten Feuerwehren in der Gemeinde und besteht seit 1872. Sie ist nach eigenen Angaben besonders aktiv in der Jugendarbeit. Feuerwehren finden sich außerdem in den Gemeindeteilen Diepersdorf, Entenberg, Gersdorf, Oberhaidelbach, Unterhaidelbach und Weißenbrunn.